# Johan Bennetter

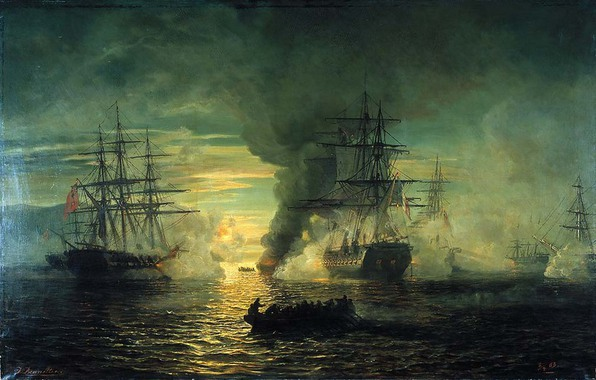
Sjöslag vid kusten av Madagaskar 1799.

Johan Jacob Bennetter, född den 30 september 1822 i Kristiania (nuvarande Oslo), död den 29 mars 1904 på Sola, var en norsk marinmålare.
Bennetter for till sjöss i 15 år, innan han beträdde konstnärsbanan, men använde all den fritid han kunde skaffa sig till teckning. År 1844 kom han in i ritskolan i Kristiania, fick 1849 stipendium, reste därefter till Haag och två år senare till Paris. År 1880 bosatte han sig i Norge. Bennetter målade sjöstycken, ofta med historisk handling, både från forntiden och nyare tid. Nationalgalleriet i Oslo har ett större bataljstycke, Sjöslag vid kusten av Madagaskar 1799. Bennetter finns representerad vid bland annat Nationalmuseum i Stockholm.